# التصنيفات الدولية لهونغ كونغ
فيما يلي قائمة التصنيفات الدولية  لهونغ كونغ مقسّمة حسب التصنيف.
ملاحظة: بالنسبة للتصنيفات ذات الدلالات السلبية، يُعكَس الترتيب بحيث تصنّف أفضل البلدان/المناطق دائمًا في المرتبة "الأولى".

## تصنيفات عامّة
| الاسم                                                      | السنة | الموقع | من أصل | المرجع                                        | الملاحظات                                                      |
| ---------------------------------------------------------- | ----- | ------ | ------ | --------------------------------------------- | -------------------------------------------------------------- |
| الأمم المتحدة - مؤشر التنمية البشرية                       | 2019  | 4      | 189    | نسخة محفوظة 2020-04-29 على موقع واي باك مشين. | النرويج 1، سنغافورة 9، كوريا الجنوبية 22، اليابان 19، الصين 85 |
| وحدة استخبارات الإكونوميست – التصنيف العالمي لقابلية العيش | 2019  | 38     | 140    |                                               | فيينا 1، أوساكا 4، طوكيو 7، سنغافورة 40                        |
| ميرسر (شركة استشارية) – استطلاع جودة الحياة                | 2019  | 71     | 231    |                                               | فيينا 1، سنغافورة 25، طوكيو 49، سيؤول 77، شنغهاي 103           |
| مونوكلي – مسح جودة الحياة                                  | 2016  | 18     | 25+    |                                               | طوكيو 1، سنغافورة 20                                           |
| ذي إيكونوميست - معيار جودة المعيشة                         | 2013  | 10     | 80     |                                               | سنغافورة 6، كوريا الجنوبية 19، اليابان 25، الصين 49            |
| مؤشر ليجاتوم للازدهار                                      | 2019  | 15     | 167    |                                               | الدنمارك 1، سنغافورة 16، اليابان 19، الصين 57                  |
| Arcadis - مؤشر المدن المستدامة                             | 2019  | 9      | 100    |                                               | سنغافورة 4، سيؤول 13، طوكيو 33، شنغهاي 76                      |

## الاقتصاد
| الاسم                                                                                             | السنة      | الموقع | من أصل | المرجع                                        | الملاحظات                                            |  |
| ------------------------------------------------------------------------------------------------- | ---------- | ------ | ------ | --------------------------------------------- | ---------------------------------------------------- |  |
| منظمة العمل الدولية – قائمة الدول حسب متوسط الأجر                                                 | 2012       | 30     | 72     | نسخة محفوظة 2018-09-09 على موقع واي باك مشين. | سنغافورة14، كوريا الجنوبية 10، اليابان 17، الصين 57  |  |
| مؤسسة التمويل الدولية/البنك الدولي – مؤشر سهولة ممارسة الأعمال                                    | 2020       | 3      | 189    |                                               | سنغافورة2، كوريا الجنوبية 5، تايوان 15، الصين 31     |  |
| كتاب حقائق العالم CIA – قائمة الدول حسب الصادرات                                                  | 2017       | 10     | 225    |                                               |                                                      |  |
| كتاب حقائق العالم – قائمة البلدان حسب الواردات                                                    | 2013       | 8      | 222    |                                               |                                                      |  |
| البنك الدولي - الناتج المحلي الإجمالي للفرد (بالدولار الأمريكي الحالي)                            | 2012       | 27     | 214    |                                               |                                                      |  |
| البنك الدولي - نصيب الفرد من الدخل القومي الإجمالي، تعادل القوة الشرائية (بالدولار الدولي الحالي) | 2012       | 12     | 184    |                                               |                                                      |  |
| صندوق النقد الدولي – الأصول الاحتياطية الرسمية                                                    | يناير 2014 | 6      | 75     |                                               |                                                      |  |
| المنتدى الاقتصادي العالمي – تقرير التنافسية العالمي                                               | 2015-2016  | 7      | 140    |                                               | سنغافورة 2، كوريا الجنوبية 26، اليابان 6، الصين 28   |  |
| المنتدى الاقتصادي العالمي – مؤشر تمكين التجارة العالمي                                            | 2014       | 2      | 138    |                                               |                                                      |  |
| المعهد الدولي للتنمية الإدارية – الكتاب السنوي للتنافسية العالمية                                 | 2020       | 5      | 63     |                                               | سنغافورة 1، كوريا الجنوبية 23، اليابان 34، الصين 20  |  |
| وول ستريت جورنال / مؤسسة التراث – مؤشر الحرية الاقتصادية                                          | 2016       | 1      | 178    | قالب:Unfit                                    | سنغافورة 2، كوريا الجنوبية 27، اليابان 22، الصين 144 |  |
| معهد ماساتشوستس للتقانة - قائمة الدول حسب التعقيد الاقتصادي                                       | 2014       | 40     | 144    |                                               | سنغافورة 8، كوريا الجنوبية 6، اليابان 1، الصين 37    |  |
| برايس ووترهاوس كوبرز/البنك الدولي - إجمالي دفع الضرائب                                            | 2014       | 4      | 189    |                                               |                                                      |  |
| غرانت ثورتون - مؤشر الديناميكية العالمية                                                          | 2013       | 16     | 60     |                                               |                                                      |  |
| فيديكس - تصنيف مؤشر الوصول                                                                        | 2008       | 1      | 109    |                                               |                                                      |  |
| ماكنزي - مؤشر الترابط                                                                             | 2012       | 2      | 131    | نسخة محفوظة 2016-01-23 على موقع واي باك مشين. |                                                      |  |
| وحدة استخبارات الإكونوميست - تصنيفات الاقتصاد الرقمي                                              | 2010       | 7      | 70     |                                               |                                                      |  |

## الأعمال والصناعة
| الاسم                                                               | السنة     | الموقع | من أصل | المرجع | الملاحظات                                           |
| ------------------------------------------------------------------- | --------- | ------ | ------ | ------ | --------------------------------------------------- |
| وحدة استخبارات الإكونوميست – تصنيفات بيئة الأعمال                   | 2014-2018 | 3      | 82     |        | سنغافورة 1، كوريا الجنوبية 26، اليابان 27، الصين 50 |
| فوربس - أفضل الدول للأعمال                                          | 2015      | 11     | 145    |        | سنغافورة 8، اليابان 23، كوريا الجنوبية 33، الصين 94 |
| منظمة السياحة العالمية - إحصائيات السياحة العالمية                  | 2014 May  | 14     | 193    |        |                                                     |
| المنتدى الاقتصادي العالمي – مؤشر التطور الاقتصادي                   | 2012      | 1      | 62     |        |                                                     |
| المنتدى الاقتصادي العالمي - تقرير تنافسية السفر والسياحة            | 2013      | 15     | 140    |        |                                                     |
| وحدة استخبارات الإكونوميست – مؤشر تنافسية صناعة تكنولوجيا المعلومات | 2011      | 19     | 66     |        | سنغافورة3، كوريا الجنوبية 19، اليابان 16، الصين 38  |
| البنك الدولي - مؤشر أداء الخدمات اللوجستية                          | 2014      | 15     | 160    |        |                                                     |

## التعليم
| الاسم                                                                        | السنة | الموقع | من أصل | المرجع                                            | الملاحظات |
| ---------------------------------------------------------------------------- | ----- | ------ | ------ | ------------------------------------------------- | --------- |
| منظمة التعاون الاقتصادي والتنمية البرنامج الدولي لتقييم الطلبة - الرياضيات   |       |        |        |                                                   |           |
| 2012                                                                         | 3     | 65     |        | سنغافورة 2، كوريا الجنوبية 5، اليابان 7، شنغهاي 1 |           |
| 2009                                                                         | 3     | 65     |        |                                                   |           |
| 2006                                                                         | 3     | 57     |        |                                                   |           |
| منظمة التعاون الاقتصادي والتنمية البرنامج الدولي لتقييم الطلبة - القراءة     |       |        |        |                                                   |           |
| 2012                                                                         | 2     | 65     |        | سنغافورة 3، كوريا الجنوبية 5، اليابان 4، شنغهاي 1 |           |
| 2009                                                                         | 4     | 65     |        |                                                   |           |
| 2006                                                                         | 3     | 57     |        |                                                   |           |
| منظمة التعاون الاقتصادي والتنمية البرنامج الدولي لتقييم الطلبة - العلوم      |       |        |        |                                                   |           |
| 2012                                                                         | 2     | 65     |        | سنغافورة 3، كوريا الجنوبية 7، اليابان 4، شنغهاي 1 |           |
| 2009                                                                         | 3     | 65     |        |                                                   |           |
| 2006                                                                         | 3     | 57     |        |                                                   |           |
| منظمة التعاون الاقتصادي والتنمية البرنامج الدولي لتقييم الطلبة - حل المشكلات |       |        |        |                                                   |           |
| 2012                                                                         | 5     | 65     |        | سنغافورة 1، كوريا الجنوبية 2، اليابان 3، شنغهاي 6 |           |

## البيئة
| الاسم                                                               | السنة | الموقع | من أصل | المرجع                                        | الملاحظات                                                    |
| ------------------------------------------------------------------- | ----- | ------ | ------ | --------------------------------------------- | ------------------------------------------------------------ |
| لجنة علوم الأرض التطبيقية في جنوب المحيط الهادئ – مؤشر الضعف البيئي | 2004  | 128    | 234    | نسخة محفوظة 2016-03-04 على موقع واي باك مشين. |                                                              |
| مؤسسة الاقتصاد الجديد – مؤشر السعادة العالمي                        | 2016  | 123    | 140    | طلبات إجازة رعاية الطفل                       | سنغافورة -غير متوفر، كوريا الجنوبية 80، اليابان 58، الصين 72 |

## الصحة والأمان
| الاسم                                                                           | السنة                         | الموقع | من أصل | المرجع | الملاحظات                                |
| ------------------------------------------------------------------------------- | ----------------------------- | ------ | ------ | ------ | ---------------------------------------- |
| منظمة الصحة العالمية - قائمة الدول حسب متوسط العمر المتوقع                      | 2005-2010                     | 1      | 193    |        |                                          |
| منظمة الصحة العالمية - قائمة الدول حسب متوسط العمر المتوقع                      | 2005-2010                     | 1      | 193    |        |                                          |
| مكتب الأمم المتحدة المعني بالمخدرات والجريمة - قائمة الدول حسب معدل جرائم القتل | 2012 أو أحدث البيانات المتاحة | 6      | 219    |        |                                          |
| ذي إيكونوميست - مؤشر المدن الآمنة                                               | 2015                          | 11     | 50     |        | سنغافورة 2، سيؤول 24، طوكيو 1، شنغهاي 30 |

## البنية التحتية
| الاسم                                                     | السنة         | الموقع           | من أصل | المرجع                                        | الملاحظات                                           |
| --------------------------------------------------------- | ------------- | ---------------- | ------ | --------------------------------------------- | --------------------------------------------------- |
| ميرسر (شركة استشارية) - المدن ذات البنية التحتية الأفضل   | 2014          | 6                | 50     | [ 1 ]                                         |                                                     |
| مجلس المطارات الدولي                                      | 2013          | below 5          | 75     |                                               |                                                     |
| سكايتراكس                                                 | 2014          | 4                | 410+   |                                               |                                                     |
| سكايتراكس                                                 | 2014          | 1 (كاثي باسيفيك) | 100+   |                                               |                                                     |
| كتاب حقائق العالم – عدد مطارات المروحيات                  | 2013          | 24               | 115    |                                               |                                                     |
| كتاب حقائق العالم - قائمة الدول حسب حجم شبكة الطرق        | 2012 (for HK) | 194              | 222    |                                               |                                                     |
| الأمم المتحدة - مؤشر تنمية تكنولوجيا المعلومات والاتصالات | 2015          | 11               | 167    |                                               | كوريا الجنوبية 1، اليابان 11، سنغافورة 19، الصين 82 |
| أكاماي – قائمة الدول حسب سرعة الاتصال بالإنترنت           | 2013          | 4                | 188+   |                                               |                                                     |
| جوجل - قائمة الدول حسب نسبة انتشار الهواتف الذكية         | 2012          | 8                | 47     | نسخة محفوظة 2018-12-26 على موقع واي باك مشين. |                                                     |
| المنتدى الاقتصادي العالمي - مؤشر جاهزية الشبكة            | 2014          | 8                | 148    |                                               |                                                     |

## الابتكار
| الاسم | السنة         | الموقع | من أصل | المرجع                                        | الملاحظات                                            |
| --- | ------------- | ------ | ------ | --------------------------------------------- | ---------------------------------------------------- |
| مؤشر البيانات المفتوحة العالمي - نظرة عامة                                                                  | 2016          | 23     | 94     | نسخة محفوظة 2018-09-26 على موقع واي باك مشين. | سنغافورة 16، اليابان 13                              |
| المؤشرات العالمية للملكية الفكرية - براءات الاختراع حسب المنشأ (للمقيمين ومن الخارج)                        | 2014          | 38     | 122    |                                               | سنغافورة 26، الصين 1، اليابان 3، كوريا الجنوبية 4    |
| المؤشرات العالمية للملكية الفكرية - براءات الاختراع حسب المنشأ (للمقيمين فقط)                               | 2014          | 59     | 97     |                                               | سنغافورة 30، الصين 1، اليابان 3، كوريا الجنوبية 4    |
| المؤشرات العالمية للملكية الفكرية - العلامات التجارية حسب المنشأ (للمقيمين ومن الخارج)                      | 2014          | 22     | 122    |                                               | سنغافورة 34، الصين 1، اليابان 5، كوريا الجنوبية 10   |
| المؤشرات العالمية للملكية الفكرية - العلامات التجارية حسب المنشأ (للمقيمين فقط)                             | 2014          | 23     | 95     |                                               | سنغافورة 49، الصين 1، اليابان 7، كوريا الجنوبية 9    |
| المؤشرات العالمية للملكية الفكرية - التصاميم حسب المنشأ (للمقيمين ومن الخارج)                               | 2014          | 25     | 125    |                                               | سنغافورة 33، الصين 1، اليابان 7، كوريا الجنوبية 3    |
| المؤشرات العالمية للملكية الفكرية - التصاميم حسب المنشأ (للمقيمين فقط)                                      | 2014          | 31     | 93     |                                               | سنغافورة 44، الصين 1، اليابان 6، كوريا الجنوبية 3    |
| المؤشرات العالمية للملكية الفكرية - عدد تصميمات التطبيقات المقدمة من المقيمين في الدولة نسبةً إلى عدد السكان | 2014          | 15     | 20+    |                                               | سنغافورة 19، الصين 20+، اليابان 16، كوريا الجنوبية 1 |
| بلومبيرغ إل بي                                                                                              | 2015          | 34     | 50     |                                               |                                                      |
| مجموعة بوسطن الاستشارية - مؤشر الابتكار الدولي                                                              | 2009          | 6      | 110    | نسخة محفوظة 2021-06-16 على موقع واي باك مشين. |                                                      |
| المنظمة العالمية للملكية الفكرية - مؤشر الابتكار العالمي                                                    | 2024          | 18     | 133    | [ 2 ]                                         |                                                      |
| البنك الدولي - قائمة الدول حسب الإنفاق على البحث والتطوير                                                   | القيمة الأحدث | 44     | 123    |                                               | كوريا الجنوبية 2، اليابان 3، الصين 16، سنغافورة 17   |
| هاكر رانك - أي دولة لديها أفضل المطورين                                                                     | 2016          | 17     | 50     |                                               | الصين 1، اليابان 6، سنغافورة 13، كوريا الجنوبية 22   |

## الحكومة
| الاسم                                             | السنة | الموقع | من أصل | المرجع                               | الملاحظات                                              |
| ------------------------------------------------- | ----- | ------ | ------ | ------------------------------------ | ------------------------------------------------------ |
| الشفافية الدولية – مؤشر دافعي الرشوة              | 2011  | 15     | 28     |                                      |                                                        |
| مشروع العدالة العالمي – Rule of Law Index         | 2014  | 16     | 102    |                                      | سنغافورة 9، الصين 71، اليابان 13، كوريا الجنوبية 11    |
| وحدة استخبارات الإكونوميست – مؤشر الديمقراطية     | 2015  | 63     | 167    |                                      |                                                        |
| مراسلون بلا حدود – مؤشر حرية الصحافة              | 2014  | 70     | 180    |                                      | سنغافورة 153، الصين 176، اليابان 61، كوريا الجنوبية 60 |
| أمريكيون من أجل الإصلاح الضريبي - الإصلاح الضريبي | 2013  | 14     | 130    |                                      |                                                        |
| الشفافية الدولية – مؤشر مدركات الفساد             | 2013  | 15     | 177    | نسخة محفوظة 2013-12-03 at Archive.is |                                                        |
| تصنيف واسادا المشترك للحكومة الإلكترونية          | 2014  | 26     | 61     |                                      | سنغافورة2، كوريا الجنوبية 3، اليابان 5، الصين 39       |

## المجتمع
| الاسم                                                   | السنة           | الموقع                          | من أصل | المرجع                                        | الملاحظات                                              |
| ------------------------------------------------------- | --------------- | ------------------------------- | ------ | --------------------------------------------- | ------------------------------------------------------ |
| كتاب حقائق العالم - توزيع دخل الأسرة (معامل جيني)       | 2011 لهونغ كونغ | 129 (1=lowest)                  | 141    | نسخة محفوظة 2011-06-04 على موقع واي باك مشين. | سنغافورة 110، كوريا الجنوبية 30، اليابان 66، الصين 115 |
| غالوب – مؤشر صافي الهجرة المحتملة (آسيا والمحيط الهادئ) | 2010-2012       | 10 (1 يعني احتمال مرتفع للهجرة) | 28     |                                               | سنغافورة 3، كوريا الجنوبية 18، اليابان 15، الصين 12    |
| Walk Free Foundation - مؤشر الرق العالمي                | 2013            | 22                              | 162    |                                               |                                                        |
| الأمم المتحدة - تقرير السعادة العالمي                   | 2022            | 81                              | 157    |                                               | سنغافورة 27، اليابان 54، كوريا الجنوبية 59، الصين 72   |
| مؤسسة مساعدة الجمعيات الخيرية - مؤشر العطاء العالمي     | 2012            | 19                              | 145    |                                               |                                                        |

## التصنيفات حسب السنة
فيما يلي قائمة التصنيفات الدولية ل هونغ كونغ حسب السنة.
| التاريخ    | المؤشر                                                             | المنظمة الراعية للمؤشر\التقرير | الترتيب          | ملاحظات |
| ---------- | ------------------------------------------------------------------ | --- | ---------------- | --- |
| 2002 و2006 | نسبة الذكاء وثروات الشعوب                                          | نسبة الذكاء وثروات الشعوب، جامعة ألستر | 1/185 دولة       | تقرير جدلي |
| 2001–05    | أفضل مطارات العالم                                                 | سكايتراكس | 1/155 دولة       | |
| 2006       | الدراسة السنوية السادسة للحكومة الإلكترونية العالمية (جامعة براون) | الحكومة الإلكترونية العالمية | 20/198 دولة      | |
| 2006       | مؤشر حرية الصحافة العالمي السنوي 2006                              | مراسلون بلا حدود | 59/168 دولة      | |
| 2006       | مؤشر مدركات الفساد                                                 | الشفافية الدولية | 15/163 دولة      | |
| 2006       | الكتاب السنوي للتنافسية العالمية 2006                              | المعهد الدولي للتنمية الإدارية | 2/61 اقتصاد دولة | يشمل اقتصادات البلدان والمناطق |
| 2006       | خط أفق/ناطحة سحاب في المدن العالمية                                | لجنة بيانات إمبوريس (EDC)[usurped] | 1/100 مدينة كبرى | المدن مرتبة حسب التأثير البصري لأفقها |
| 2006       | تقرير التنافسية العالمية - تصنيف مؤشر نمو القدرة التنافسية         | المنتدى الاقتصادي العالمي | 11/125 دولة      | |
| 2006       | أفضل مطارات العالم                                                 | سكايتراكس | 2/165 دولة       | |
| 2006       | مؤشر تنافسية الأعمال - BCI                                         | المنتدى الاقتصادي العالمي | 10/121 دولة      | |
| 2006       | مؤشر التنمية البشرية - HDI                                         | الأمم المتحدة | 22/177 دولة      | |
| 2006       | مؤشر الوصول (p.19)]                                                | فيديكس: قوة الوصول - 2006 مؤشر الوصول | 1/75 دولة        | |
| 2007       | مؤشر تنافسية السفر والسياحة                                        | المنتدى الاقتصادي العالمي | 6/124 دولة       | |
| 2007       | مؤشر الحرية الاقتصادية                                             | The Heritage Foundation/وول ستريت جورنال: قالب:Unfit | 1/157 دولة       | حلّت هونغ كونغ في المرتبة الأولى لمدة 14 عامًا على التوالي |
| 2007       | مراكز التجارة الرائدة                                              | "MasterCard study". فوربس. مؤرشف من الأصل في يونيو 4, 2011. اطلع عليه بتاريخ أكتوبر 1, 2013.{{استشهاد ويب}}: صيانة الاستشهاد: BOT: original URL status unknown (link) | 5/63 دولة        | صُنّفت 63 مدينة وفقًا لإطارها القانوني والسياسي، والاستقرار الاقتصادي، وسهولة ممارسة الأعمال التجارية، والتدفق المالي، ووضع مركز الأعمال، وإنشاء المعرفة وتدفق المعلومات |
| 2007       | أغلى تكلفة معيشة في العالم                                         | Mercer Human Resource Consulting | 5/143 مدينة      | |
| 2007       | أفضل مطارات العالم                                                 | سكايتراكس | 1/155 دولة       | |
| 2007       | الكتاب السنوي للتنافسية العالمية 2007                              | IMD International | 3/55 اقتصاد دولة | يحلّل كتاب التنافسية العالمي الصادر عن المعهد الدولي للتنمية الإدارية لعام 2007 قدرة الدول على خلق بيئة تدعم القدرة التنافسية للمؤسسات والحفاظ عليها ويصنّفها. |
| 2007       | الجاهزية الإلكترونية                                               | وحدة استخبارات إكونوميست | 4/69 دولة        | الجاهزية الإلكترونية هي القدرة على استخدام تقانة المعلومات والاتصالات لتطوير اقتصاد الفرد وتعزيز رفاهيته |
| 2007       | مؤشر سهولة ممارسة الأعمال                                          | البنك الدولي | 4/178 دولة       | تُصنَّف الاقتصادات بناءً على سهولة ممارسة الأعمال، من 1 إلى 178، حيث يُعَدّ المركز الأول الأفضل. ويعني الترتيب المرتفع في مؤشر سهولة ممارسة الأعمال أن البيئة التنظيمية مُلائمة لممارسة الأعمال. يُحسب هذا المؤشر متوسط ترتيب الدول في النسب المئوية بناءً على 10 مواضيع، مُكوَّنة من مجموعة مُتنوّعة من المؤشرات، وإعطاء وزن مُتساوي لكل موضوع.                                                                                                  |
| 2007       | أفضل استبيان لحوكمة الشركات في آسيا                                | الرابطة الآسيوية لحوكمة الشركات | 1/11 دولة        | |
| 2007       | مؤشر المراكز المالية العالمية                                      | مدينة لندن | 3/10 cities      | مؤشر المراكز المالية العالمية (GFCI) هو تصنيفٌ لتنافسية المراكز المالية، يستند إلى عددٍ من المؤشرات الحالية، بالإضافة إلى استطلاعٍ دوريٍّ لكبار الشخصيات في القطاع المالي من جميع أنحاء العالم. وقد حلّت هونغ كونغ في المرتبة الثالثة بعد نيويورك ولندن. |
| 2007       | مؤشر القدرة التنافسية لصناعة تكنولوجيا المعلومات                   | وحدة استخبارات الإكونوميست | 21/64 دولة       | يقيس المؤشر توفر المهارات، وثقافة داعمة للابتكار، وبنية تحتية تكنولوجية عالمية المستوى، ونظامًا قانونيًا، ودعمًا حكوميًا متوازنًا، بالإضافة إلى بيئة أعمال داعمة للمنافسة. الدول التي تمتلك معظم هذه "عوامل تمكين التنافسية" هي أيضًا موطنٌ لصناعات تكنولوجيا معلومات عالية الأداء: جميع الدول الـ 22 الأولى في وحدة الإيكونوميست، باستثناء أربع دول، هي أيضًا من بين أفضل دول العالم من حيث إنتاجية العمالة في مجال تكنولوجيا المعلومات. |
| 2007       | المدن الآسيوية المستقبلية 07/08                                    | فاينانشيال تايمز | 1/38 مدينة       | |
| 2008       | مؤشر الوصول إلى رأس المال 2007                                     | معهد مِلكين | 1/122 دولة       | |
| 2008       | استطلاع تصنيف الموقع                                               | ECA International | 15/254 موقعاً     | |
| 2008       | الكتاب السنوي للتنافسية العالمية                                   | IMD | 5/55 اقتصاد دولة | |
| 2008       | الوفيات الناجمة عن تلوث الهواء                                     | منظمة الصحة العالمية | الثامن           | |